# Wendel Bach
Wendel Bach (1619 - 1682), agricultor alemán y apasionado de la música.
Hijo de Lips Bach, nació en Wechmar y murió en Wolfsbehringen. 
Fue padre de Jacob Bach, músico importante de la rama de Meiningen.